# 国际华语辩论邀请赛
国际华语辩论邀请赛（英語：International Chinese Debating Competition），簡稱新国辩、ICDC，現又稱bilibili新國辯，正式创办于2013年，是世界各地大專院校華語辯論隊的最高殿堂之一，並被认为是繼国际大专辩论赛（国辩）后華語辯論界的最高赛事，包含初赛、复赛、半决赛和总决赛四个阶段。各参赛队伍将享有总计17分钟的环节时间。
其前身為2011年由北京師範大學珠海分校創辦的两岸四地辩论邀请赛，當時由兩岸四地的大專院校組隊參與，於廣東省珠海市北京師範大學珠海分校舉辦。
2013年，由於國辯停辦，在时任北师大珠海分校辩论队教练的胡渐彪的推动下，两岸四地辩论邀请赛升级为国际华语辩论邀请赛，在珠海舉辦，以填補國辯停辦後華語辯論頂尖賽事的空白，並被坊間稱為“新国辩”，持续至今。
2018年，新國辯開設「新國辯•資格賽」，将原有的24个参赛队伍名额重新分配为12个邀请名额以及12个通过标准选拔的名额。
同年，该比赛不仅增设了赛事数据分析环节，还引入了赛事解说环节。
2020年，资格赛的参赛队伍数量从原计划的24支增加到了36支，同时总决赛的受邀席位也从原先的4强扩大至6强。
2021年，特别增设了“预测解说间”这一环节。
2024年，賽事由bilibili贊助，改稱「bilibili新國辯」。

## 历史沿革

### 兩岸四地辯論邀請賽時期

#### 第一屆
2011年，北京师范大学珠海分校创办两岸四地辩论邀请赛。
臺灣地區派出东吴大学、国立政治大学；香港地區派出香港大学、香港中文大学；澳門地區派出澳门大学、澳门科技大学；大陸地區派出暨南大学和北师大珠海分校，共八支队伍参赛。
最终国立政治大学獲得冠軍，东吴大学獲得亞軍，澳门科技大学和香港中文大学並列季军。

#### 第二屆
2012年，第二届两岸四地辩论邀请赛再次在北師大珠海分校舉辦。
大陸地區派出北师大珠海分校、暨南大学、中山大学珠海校区；香港地區派出香港大学、香港中文大学、香港浸会大学；澳門地區派出澳门大学、澳门科技大学；臺灣地區派出國立臺湾大学，共9支兩岸四地隊伍參賽。此外，新加坡派出新加坡国立大学、馬來西亞派出精英大学，共11支队伍参赛。
最终香港中文大学獲得冠軍、马来西亚精英大学獲得亞軍，澳门科技大学和北师大珠海分校並列季军。

### 国际华语辩论邀请赛時期
2013年，在时任北师大珠海分校辩论队教练的胡渐彪的推动下，两岸四地辩论邀请赛升级为国际华语辩论邀请赛，在珠海舉辦，以填補國辯停辦後華語辯論頂尖賽事的空白，並被坊間成為“新国辩”，持续至今。
2013年11月19日，首届国际华语辩论邀请赛举办。
2014年11月26日，第二届国际华语辩论邀请赛举办。
2015年11月17日，第三届国际华语辩论邀请赛举办。
2016年11月8日，第四届国际华语辩论邀请赛举办。
2017年11月21日，第五届国际华语辩论邀请赛举办。
2018年，新國辯開設「新國辯•資格賽」，将原有的24个参赛队伍名额重新分配为12个邀请名额以及12个通过标准选拔的名额。後又增设了赛事数据分析环节，並引入了赛事解说环节。
2018年11月22日，第六届国际华语辩论邀请赛举办。
2019年12月17日，第七届国际华语辩论邀请赛举办。
2020年，资格赛的参赛队伍数量从原计划的24支增加到了36支，同时总决赛的受邀席位也从原先的4强扩大至6强。
2020年9月19日，第八届国际华语辩论邀请赛举办。
2021年，特别增设了“预测解说间”环节。
2021年12月25日，第九届国际华语辩论邀请赛举办。
2023年1月11日，第十届国际华语辩论邀请赛举办。
2024年，賽事受到bilibili的贊助，改稱「bilibili新國辯」，但「國際華語辯論邀請賽」之名仍並存。
1月20日，第十一届国际华语辩论邀请赛举办。
2025年1月11日，第十二届国际华语辩论赛举办，并首次举办俱乐部大师赛。
2025年1月23日，第十二屆新國辯高校組初賽G組比賽視頻部分上傳至bilibili，其中浙江大學對中山大學的比賽視頻中中山大學辯論隊員以某運動員粉絲瘋狂行為為例，引發熱議。後新國辯發出對此聲明，中國乒乓球隊亦解散全體粉絲群。

## 历届赛果
|          | 冠军           | 亚军         | 季军                           | 全程最佳辩手             | 最佳新秀                   |
| -------- | -------------- | ------------ | ------------------------------ | ------------------------ | -------------------------- |
| 第一届   | 國立臺灣大學   | 莫纳什大学   | 武汉大学、苏州大学             | 王梅（莫纳什大学）       |                            |
| 第二届   | 香港中文大学   | 中国人民大学 | 天津大学、精英大学             | 詹青云（香港中文大学）   |                            |
| 第三届   | 國立臺灣大學   | 东吴大学     | 澳门大学、中山大学             | 张哲耀（东吴大学）       |                            |
| 第四届   | 新加坡国立大学 | 世新大学     | 澳门大学、中央财经大学         | 王肇麟（新加坡国立大学） |                            |
| 第五届   | 复旦大学       | 武汉大学     | 墨尔本大学、国家能源大学       | 聂凯（武汉大学）         |                            |
| 第六届   | 澳门大学       | 马来亚大学   | 武汉大学、南京大学             | 季家齐（澳门大学）       |                            |
| 第七届   | 东吴大学       | 马来亚大学   | 武汉大学、清华大学             | 林圣伟（东吴大学）       |                            |
| 第八届   | 澳门科技大学   | 中国人民大学 | 武汉大学、清华大学             | 李楠（澳门科技大学）     |                            |
| 第九届   | 墨尔本大学     | 中国人民大学 | 东吴大学、南京大学             | 钟汶珊（墨尔本大学）     |                            |
| 第十届   | 暨南大学       | 北京大学     | 中山大学、南京大学             | 王宸宇（北京大学）       | 陈彧谦（中山大学）         |
| 第十一届 | 天津大学       | 清华大学     | 中国政法大学、伦敦政治经济学院 | 王春深（天津大学）       | 李思成（伦敦政治经济学院） |
| 第十二届 | 武汉大学       | 马来亚大学   | 西南政法大学、北京邮电大学     | 陈俊杰（马来亚大学）     | 张佳奇（东北师范大学）     |

## 得獎排行
| 國家及地區 | 冠军 | 亚军 | 季军 | 總數 |
| ---------- | ---- | ---- | ---- | ---- |
| 大陸地區   | 4    | 6    | 17   | 27   |
| 臺澎金馬   | 3    | 2    | 1    | 6    |
| 澳門       | 2    | 0    | 2    | 4    |
|            | 1    | 1    | 1    | 3    |
| 香港       | 1    | 0    | 0    | 1    |
| 新加坡     | 1    | 0    | 0    | 1    |
| 马来西亚   | 0    | 3    | 2    | 5    |
| 英国       | 0    | 0    | 1    | 1    |

## 话题争议

### 2025運動員爭議
2025年，在第十二届国际华语辩论邀请赛高校组初赛G组浙江大学对阵中山大学的比赛中，中山大学辯論隊員在论证“运动员偶像化不利于发扬竞技体育精神”时列举了乒乓球运动员孙颖莎、王楚钦的狂热粉丝的言行。
該次比赛视频上传至bilibili后引发熱議，这两名运动员的粉丝们以“中山大学攻击抹黑运动员”为由对中山大学展开猛烈抨击，甚至对学校施压要求开除场上辩手、对场上辩手进行人肉搜索和舆论攻击。

随后，多名辩手因而在社交平台发言批评狂热粉丝。
2025年1月25日，新国辩赛事官方公众号发布声明。
同年1月25日，中国乒乓球队全体解散粉丝群。